# 1642
Il 1642 (MDCXLII in numeri romani) è un anno  del XVII secolo.

## Eventi
- Aggiunta della cappella della Madonna alla Chiesa di Santa Croce nel borgo di Sasso (Cerveteri).
- 4 gennaio – Guerra civile inglese del XVII secolo: re Carlo I d'Inghilterra attacca il Parlamento.
- 13 giugno – Terremoto a Milano. Crolla il campanile di S. Stefano. Tra i progetti di ricostruzione, presentati da Guida Bombarda, Turati e Buzzi, viene scelto quello del Buzzi. Nel crollo del campanile vengono distrutte anche la vicina chiesa di S. Bernardino con l'annesso ossario. La chiesa viene ricostruita dal Buzzi negli anni successivi.
- 24 novembre – L'esploratore olandese Abel Tasman è il primo europeo, partito da Batavia (Indonesia), ad avvistare la Tasmania dove sbarca il 3 dicembre.
- 13 dicembre – Abel Tasman è il primo europeo a raggiungere la Nuova Zelanda. Non si sa se vi è sbarcato, il 16 dicembre, per un attacco degli indigeni: ma il luogo dell'attacco chiamato Murderers' Bay è oggi Golden Bay.
- Rembrandt dipinge la celeberrima Ronda di notte.

## Nati

### Gennaio
- 2 gennaio - Jan van Haensbergen, pittore, disegnatore e incisore olandese († 1705)
- 2 gennaio - Mehmed IV, sultano ottomano († 1693)
- 3 gennaio - Diego Morcillo Rubio de Auñón, arcivescovo cattolico spagnolo († 1730)

### Febbraio
- 19 febbraio - Sofia Luisa di Württemberg († 1702)

### Marzo
- 2 marzo - Claudio Coello, pittore spagnolo († 1693)
- 19 marzo - Giuseppe Sacripante, cardinale italiano († 1727)
- 28 marzo - Enrico Volrado di Waldeck, nobile tedesco († 1664)

### Aprile
- 1º aprile - Romolo Spezioli, medico italiano († 1723)
- 15 aprile - Solimano II, sultano ottomano († 1691)
- 27 aprile - Francisque Millet, pittore e incisore fiammingo († 1679)

### Maggio
- 7 maggio - Giovan Battista Contini, architetto italiano († 1723)
- 8 maggio - Antonio Latini, cuoco italiano († 1696)
- 10 maggio - Gabriel Revel, pittore francese († 1712)
- 21 maggio - Lorenzo Maria Fieschi, cardinale e arcivescovo cattolico italiano († 1726)
- 28 maggio - Pietro Strobl junior, intagliatore italiano († 1713)

### Giugno
- 5 giugno - Giambattista Rubini, cardinale e vescovo cattolico italiano († 1707)

### Luglio
- 7 luglio - Gregorio Boncompagni, V duca di Sora, nobile italiano († 1707)
- 9 luglio - Innico Caracciolo, cardinale e vescovo cattolico italiano († 1730)
- 18 luglio - Charles-Maurice Le Tellier, arcivescovo cattolico francese († 1710)
- 25 luglio - Luigi I di Monaco, principe monegasco († 1701)

### Agosto
- 7 agosto - Giovanni Battista Sanudo, vescovo cattolico italiano († 1709)
- 12 agosto - Antonio Carafa, generale italiano († 1693)
- 14 agosto - Cosimo III de' Medici, sovrano italiano († 1723)
- 27 agosto - Giovan Betto, architetto italiano († 1722)

### Settembre
- 1º settembre - Miklós Bethlen, politico e scrittore ungherese († 1716)
- 1º settembre - Angelo Paoli, religioso italiano († 1720)
- 5 settembre - Maria d'Orange, principessa olandese († 1688)
- 16 settembre - Domenico Maria della Ciaia, vescovo cattolico italiano († 1713)
- 23 settembre - Giovanni Maria Bononcini, violinista, compositore e teorico della musica italiano († 1678)

### Ottobre
- 10 ottobre - Alberto Ernesto I di Oettingen-Oettingen, nobile tedesco († 1683)
- 12 ottobre - Abraham van Calraet, pittore olandese († 1722)

### Novembre
- 11 novembre - André-Charles Boulle, ebanista francese († 1732)
- 24 novembre - Anne Hilarion de Costentin de Tourville, ammiraglio francese († 1701)
- 30 novembre - Andrea Pozzo, gesuita e architetto italiano († 1709)

### Dicembre
- 3 dicembre - Francesco Barberino Benici, presbitero e matematico italiano († 1702)
- 3 dicembre - Bartolomeo Olivieri, vescovo cattolico italiano († 1708)
- 6 dicembre - Johann Christoph Bach, compositore e organista tedesco († 1703)
- 8 dicembre - Nicolas Roland, presbitero francese († 1678)
- 13 dicembre - Jaime de Palafox y Cardona, arcivescovo cattolico spagnolo († 1701)
- 17 dicembre - Francisco Castillo Fajardo, Marchese di Villadarias, generale spagnolo († 1716)
- 17 dicembre - Francesco de Geronimo, gesuita italiano († 1716)
- 25 dicembre - Isaac Newton, matematico e fisico inglese († 1726)
- 29 dicembre - Michelangelo Falvetti, compositore italiano († 1697)
- 30 dicembre - Vincenzo da Filicaja, nobile e poeta italiano († 1707)

### Senza giorno specificato
- Francesca Zatrillas, nobildonna spagnola († 1673)
- Gevherhan Sultan, principessa ottomana († 1694)
- Ihara Saikaku, scrittore giapponese († 1693)
- Shitao, pittore e poeta cinese († 1707)
- Henry Browne, V visconte Montagu, nobile inglese († 1717)
- François-Annibal de Béthune, ammiraglio francese († 1731)
- Eraclio I di Cachezia, re († 1709)
- Henry Cadogan, avvocato inglese († 1714)
- Gian Bernardo Capreoli, vescovo cattolico italiano († 1712)
- Niccolò Codazzi, pittore italiano († 1693)
- Michel Corneille il Giovane, pittore, incisore e insegnante francese († 1708)
- Angelo Antonio D'Alessandro, pittore italiano († 1717)
- Federico De Franchi Toso, doge italiano († 1734)
- Marie Champmeslé, attrice teatrale francese († 1698)
- Henrik König, mercante svedese († 1720)
- Michele Arcangelo Palloni, pittore italiano († 1712)
- Domenico Antonio Parrino, editore, attore teatrale e storico italiano († 1716)
- Anaklet Reiffenstuel, teologo tedesco († 1703)
- Giovanni Battista Rogeri, liutaio italiano († 1710)
- Kōwa Seki, matematico giapponese († 1708)
- Thomas Shadwell, poeta e commediografo inglese († 1692)
- Marie Anne de La Trémoille, nobildonna francese († 1722)
- Giovanni Veneroni, linguista, grammatico e lessicografo francese († 1708)
- Antonino Ventimiglia, missionario italiano († 1693)
- Jan Weenix, pittore e disegnatore olandese († 1719)
- Ayuki Khan († 1724)

## Morti

### Gennaio
- 2 gennaio - Diego Campanile, presbitero e francescano italiano (n. 1574)
- 7 gennaio - Antonio Beatillo, teologo, storico e gesuita italiano (n. 1570)
- 8 gennaio - Galileo Galilei, fisico, astronomo e filosofo italiano (n. 1564)
- 12 gennaio - Giovanni Ernesto di Hanau-Münzenberg-Schwarzenfels, conte tedesco (n. 1613)
- 13 gennaio - Jean Louis de Nogaret de La Valette, militare francese (n. 1554)
- 13 gennaio - Sofia Edvige di Brunswick-Lüneburg, nobildonna tedesca (n. 1592)
- 21 gennaio - Albano Roe, presbitero e monaco cristiano inglese (n. 1583)
- 26 gennaio - Johann Matthäus Meyfart, teologo e educatore tedesco (n. 1590)

### Febbraio
- 5 febbraio - Joan Anello Oliva, gesuita e scrittore italiano (n. 1574)

### Marzo
- 1º marzo - Antonio da Pisticci, religioso italiano (n. 1567)
- 10 marzo - Giacomo Maria Manzoni (n. 1576)
- 14 marzo - John de Critz, pittore fiammingo (n. 1551)
- 17 marzo - Jakub Zadzik, vescovo cattolico polacco (n. 1582)
- 23 marzo - Andries Both, pittore olandese
- 30 marzo - Guglielmo Augusto di Brunswick, nobile tedesco (n. 1564)

### Aprile
- 15 aprile - Luigi Caetani, cardinale e arcivescovo cattolico italiano (n. 1595)
- 30 aprile - Dmitrij Michajlovič Požarskij, militare russo (n. 1577)

### Maggio
- 1º maggio - Cosimo de Torres, cardinale e arcivescovo cattolico italiano (n. 1584)
- 6 maggio - Frans Francken II, pittore e disegnatore fiammingo (n. 1581)
- 14 maggio - Ottaviano Castelli, medico, librettista e compositore italiano
- 24 maggio - Polyxena von Pernstein, nobile ceca (n. 1566)
- 28 maggio - Giovanni Battista Durazzo, doge (n. 1565)
- 30 maggio - Guido Casoni, poeta, latinista e giurista italiano (n. 1561)

### Giugno
- 14 giugno - Saskia van Uylenburgh,  olandese (n. 1612)
- 15 giugno - Pietro Maria Borghese, cardinale italiano (n. 1599)
- 19 giugno - Giovanni Agostino De Marini, doge (n. 1572)
- 30 giugno - Benedetto Fioretti, filosofo, filologo e teologo italiano (n. 1579)

### Luglio
- 3 luglio - Maria de' Medici, regina (n. 1575)
- 16 luglio - Francesco Maria Carafa, nobile (n. 1580)
- 18 luglio - Guglielmo di Nassau-Hilchenbach, nobile tedesco (n. 1592)
- 30 luglio - Franz von Hatzfeld, vescovo cattolico tedesco (n. 1596)
- 31 luglio - Ettore Nini, scrittore e traduttore italiano (n. 1598)

### Agosto
- 17 agosto - Friedrich Kettler (n. 1569)
- 18 agosto - Guido Reni, pittore e incisore italiano (n. 1575)

### Settembre
- 3 settembre - Elisabetta di Nassau, duchessa (n. 1577)
- 4 settembre - Thomas Smyth, mercante e politico inglese (n. 1558)
- 12 settembre - Enrico di Cinq-Mars,  francese (n. 1620)
- 12 settembre - François Auguste de Thou, magistrato francese (n. 1607)
- 24 settembre - Torquato Perotti, vescovo cattolico italiano (n. 1580)
- 29 settembre - Renato Goupil, gesuita, missionario e santo francese (n. 1608)
- 29 settembre - William Stanley, VI conte di Derby, nobile inglese (n. 1561)

### Ottobre
- 3 ottobre - Charles Howard, II conte di Nottingham, nobile inglese (n. 1579)
- 9 ottobre - Giovanni Francesco Fiochetto, medico e pedagogo italiano (n. 1564)
- 9 ottobre - Beniamino di Rohan-Soubise, condottiero francese (n. 1583)
- 22 ottobre - Cristoforo Caetani, vescovo cattolico italiano (n. 1586)
- 23 ottobre - George Stewart, IX signore d'Aubigny, nobile scozzese (n. 1618)
- 27 ottobre - Jean Nicolet, esploratore francese (n. 1598)

### Novembre
- 19 novembre - Giovanni Doria, cardinale e arcivescovo cattolico italiano (n. 1573)
- 21 novembre - Arima Toyouji, militare giapponese (n. 1569)
- 25 novembre - Cristiano Günther I di Schwarzburg-Sondershausen, nobile (n. 1578)

### Dicembre
- 4 dicembre - Armand-Jean du Plessis de Richelieu, cardinale, politico e vescovo cattolico francese (n. 1585)
- 6 dicembre - Willem van der Vliet, pittore olandese (n. 1584)
- 31 dicembre - Juan de Espina, presbitero e musicologo spagnolo (n. 1568)

### Senza giorno specificato
- Safi, sovrano persiano (n. 1611)
- Vedova di Giovanni Francesco Bianco, tipografa italiana
- Maurice Abbot, mercante e politico inglese (n. 1565)
- Pietro di Fabrizio Accolti, politico, scienziato e pittore italiano (n. 1579)
- Francesco Balducci, poeta italiano (n. 1579)
- Peter Bartholin, astronomo danese (n. 1586)
- Christoffel van den Berghe, pittore e disegnatore fiammingo
- Fabrizio Boschi, pittore italiano (n. 1572)
- Giovanni Battista Buonamente, francescano, compositore e violinista italiano
- Simeon Fox, medico inglese (n. 1568)
- Bassiano Gatti, religioso, scrittore e poeta italiano (n. 1563)
- Thomas Kirke, navigatore inglese (n. 1603)
- Vincenzo La Barbera, pittore e architetto italiano
- Gaspare Mannucci, pittore italiano (n. 1575)
- Giovanni Pietro Naldini, pittore italiano (n. 1580)
- Piotr Pac, nobile
- Giovanni Battista Trevano, architetto svizzero
- Clément Cyriaque de Mangin, poeta e matematico francese (n. 1570)

## Calendario
| Calendario 1642 | Calendario 1642 | Calendario 1642 | Calendario 1642 | Calendario 1642 | Calendario 1642 | Calendario 1642 | Calendario 1642 | Calendario 1642 | Calendario 1642 | Calendario 1642 | Calendario 1642 | Calendario 1642 | Calendario 1642 | Calendario 1642 | Calendario 1642 | Calendario 1642 | Calendario 1642 | Calendario 1642 | Calendario 1642 | Calendario 1642 | Calendario 1642 | Calendario 1642 | Calendario 1642 | Calendario 1642 | Calendario 1642 | Calendario 1642 | Calendario 1642 | Calendario 1642 | Calendario 1642 | Calendario 1642 | Calendario 1642 | Calendario 1642 |
| --------------- | --------------- | --------------- | --------------- | --------------- | --------------- | --------------- | --------------- | --------------- | --------------- | --------------- | --------------- | --------------- | --------------- | --------------- | --------------- | --------------- | --------------- | --------------- | --------------- | --------------- | --------------- | --------------- | --------------- | --------------- | --------------- | --------------- | --------------- | --------------- | --------------- | --------------- | --------------- | --------------- |
|                 | 1               | 2               | 3               | 4               | 5               | 6               | 7               | 8               | 9               | 10              | 11              | 12              | 13              | 14              | 15              | 16              | 17              | 18              | 19              | 20              | 21              | 22              | 23              | 24              | 25              | 26              | 27              | 28              | 29              | 30              | 31              |                 |
| Gennaio         | Me              | Gi              | Ve              | Sa              | Do              | Lu              | Ma              | Me              | Gi              | Ve              | Sa              | Do              | Lu              | Ma              | Me              | Gi              | Ve              | Sa              | Do              | Lu              | Ma              | Me              | Gi              | Ve              | Sa              | Do              | Lu              | Ma              | Me              | Gi              | Ve              |                 |
| Febbraio        | Sa              | Do              | Lu              | Ma              | Me              | Gi              | Ve              | Sa              | Do              | Lu              | Ma              | Me              | Gi              | Ve              | Sa              | Do              | Lu              | Ma              | Me              | Gi              | Ve              | Sa              | Do              | Lu              | Ma              | Me              | Gi              | Ve              |                 |                 |                 |                 |
| Marzo           | Sa              | Do              | Lu              | Ma              | Me              | Gi              | Ve              | Sa              | Do              | Lu              | Ma              | Me              | Gi              | Ve              | Sa              | Do              | Lu              | Ma              | Me              | Gi              | Ve              | Sa              | Do              | Lu              | Ma              | Me              | Gi              | Ve              | Sa              | Do              | Lu              |                 |
| Aprile          | Ma              | Me              | Gi              | Ve              | Sa              | Do              | Lu              | Ma              | Me              | Gi              | Ve              | Sa              | Do              | Lu              | Ma              | Me              | Gi              | Ve              | Sa              | Do              | Lu              | Ma              | Me              | Gi              | Ve              | Sa              | Do              | Lu              | Ma              | Me              |                 |                 |
| Maggio          | Gi              | Ve              | Sa              | Do              | Lu              | Ma              | Me              | Gi              | Ve              | Sa              | Do              | Lu              | Ma              | Me              | Gi              | Ve              | Sa              | Do              | Lu              | Ma              | Me              | Gi              | Ve              | Sa              | Do              | Lu              | Ma              | Me              | Gi              | Ve              | Sa              |                 |
| Giugno          | Do              | Lu              | Ma              | Me              | Gi              | Ve              | Sa              | Do              | Lu              | Ma              | Me              | Gi              | Ve              | Sa              | Do              | Lu              | Ma              | Me              | Gi              | Ve              | Sa              | Do              | Lu              | Ma              | Me              | Gi              | Ve              | Sa              | Do              | Lu              |                 |                 |
| Luglio          | Ma              | Me              | Gi              | Ve              | Sa              | Do              | Lu              | Ma              | Me              | Gi              | Ve              | Sa              | Do              | Lu              | Ma              | Me              | Gi              | Ve              | Sa              | Do              | Lu              | Ma              | Me              | Gi              | Ve              | Sa              | Do              | Lu              | Ma              | Me              | Gi              |                 |
| Agosto          | Ve              | Sa              | Do              | Lu              | Ma              | Me              | Gi              | Ve              | Sa              | Do              | Lu              | Ma              | Me              | Gi              | Ve              | Sa              | Do              | Lu              | Ma              | Me              | Gi              | Ve              | Sa              | Do              | Lu              | Ma              | Me              | Gi              | Ve              | Sa              | Do              |                 |
| Settembre       | Lu              | Ma              | Me              | Gi              | Ve              | Sa              | Do              | Lu              | Ma              | Me              | Gi              | Ve              | Sa              | Do              | Lu              | Ma              | Me              | Gi              | Ve              | Sa              | Do              | Lu              | Ma              | Me              | Gi              | Ve              | Sa              | Do              | Lu              | Ma              |                 |                 |
| Ottobre         | Me              | Gi              | Ve              | Sa              | Do              | Lu              | Ma              | Me              | Gi              | Ve              | Sa              | Do              | Lu              | Ma              | Me              | Gi              | Ve              | Sa              | Do              | Lu              | Ma              | Me              | Gi              | Ve              | Sa              | Do              | Lu              | Ma              | Me              | Gi              | Ve              |                 |
| Novembre        | Sa              | Do              | Lu              | Ma              | Me              | Gi              | Ve              | Sa              | Do              | Lu              | Ma              | Me              | Gi              | Ve              | Sa              | Do              | Lu              | Ma              | Me              | Gi              | Ve              | Sa              | Do              | Lu              | Ma              | Me              | Gi              | Ve              | Sa              | Do              |                 |                 |
| Dicembre        | Lu              | Ma              | Me              | Gi              | Ve              | Sa              | Do              | Lu              | Ma              | Me              | Gi              | Ve              | Sa              | Do              | Lu              | Ma              | Me              | Gi              | Ve              | Sa              | Do              | Lu              | Ma              | Me              | Gi              | Ve              | Sa              | Do              | Lu              | Ma              | Me              |                 |